# Prochy (wieś w powiecie grodziskim)
Prochy – wieś w Polsce położona w województwie wielkopolskim, w powiecie grodziskim, w gminie Wielichowo. Wieś leży na krawędzi Pradoliny Warciańsko-Odrzańskiej, pomiędzy Wielichowem a Wolsztynem, 4 km na południe od Rakoniewic. Na południe od wsi przepływa Północny Kanał Obry.

## Historia
Miejscowość pierwotnie związana była z Wielkopolską. Ma metrykę średniowieczną i istnieje co najmniej od drugiej połowy XIV wieku. Po raz pierwszy wymieniana w łacińskojęzycznym dokumencie z 1380 jako Prochy, Maior Prochy, 1389 Prochy, 1436 Maius Prochy, 1559 Prochi.
Tereny, na których leżała wieś, były jednak zasiedlone wcześniej niż podają to archiwalne, historyczne zapisy. Archeolodzy znaleźli w miejscowości oraz w okolicy osady datowane na VII-X wiek, grodzisko wklęsłe z podwójnym wałem i śladami fosy datowane na VII-XIII wiek, grodzisko wklęsłe z VII-XIII wieku.
Miejscowość była wsią szlachecką należącą do lokalnej szlachty wielkopolskiej z rodu Trachów, którzy od nazwy wsi utworzyli swoje odmiejscowe nazwisko Proskich, a także do Kosickich, Tarnowskich, Szczodrowskich i Nagórskich. W 1450 miejscowość należała do powiatu kościańskiego Korony Królestwa Polskiego. Od 1380 należała do własnej parafii, a w 1510 w dekanacie Grodzisk.
Pierwszy raz wzmiankowana już w 1380, kiedy to bracia Sambor, Jan, Stanisław, Stępota i Maciej ufundowali kościół oraz ofiarowali na jego utrzymanie m.in. karczmę i ogród. Dokument odnotował także młyn oraz łąkę zwaną Rudki. W 1404 Sambor z Proszkowa ustąpił połowę Proszkowa oraz połowę Tarnowy swemu bratu Maciejowi, a także wydzielił mu połowę Prochów oraz połowę młyna, poręczając również za swego syna Szczepana, że nie będzie przeciwstawiał się temu zapisowi.
W latach 1404–1434 jako dziedzic we wsi notowany był syn Sambora Szczepan Proski. W 1428 odnotował go wraz z synem Kasprem jako dziedziców niedzielnych w Prochach. W latach 1422–1449 własności we wsi posiadał także Janusz Tader Tarnowski z Prochów i Proszkowa. W 1432 dziedzinę Prochy kupił Oto Trach i zapowiedział ją w sądzie ziemskim. W 1436 prowadził on spór sądowy o młyn z Piotrem mieszczaninem wolsztyńskim, niegdyś młynarzem w Prochach. W 1437 woźny sądowy zapowiedział drogi boczne, łąki. pastwiska, lasy, zarośla i wszelkie pożytki dziedziny Prochy oraz Koniusz jako własność Oty. W latach 1449–1496 majętności odziedziczyli Stanisław Trach, wraz z braćmi Andrzejem i Wawrzyńcem synowie Ota Tracha z Prochów. W 1462 Andrzej Proski, syn Oty, brat Stanisława, Wawrzyńca i Jana oraz ojciec Wawrzyńca zapisał po 150 grzywien posagu oraz wiana swojej żonie Barbarze na dwóch częściach Prochów.
W 1476 Jan syn Mikołaja Kosickiego sprzedał Janowi Szczodrowskiemu 0,5 połowy wsi Tarnowa i Prochów z zastrzeżeniem prawa wykupu za 200 grzywien. W 1478 sprzedał także z zastrzeżeniem prawa wykupu Barbarze żonie Jana Szczodrowskiego połowę wsi Tarnowa oraz Prochów, a także połowę łąki przynależnej do Tarnowy za 200 grzywien szer. groszy, zastrzegając sobie opłaty za korzystanie z zapustów i borów. POd koniec XV wieku właścicielami wsi byli bracia Kasper i Jan Proscy synowie Macieja Proskiego. W 1495 podzielili się dobrami: Kasper otrzymał Pochy i Proszkowo oraz sumę 20000 zapisaną u Jana Czarnkowskiego, a Jan otrzymał części w Kosiczynie i Chlastawie oraz sumę na Kluczewie. W 1598 Kasper Proski zapisał żonie Małgorzacie z domu Łąckiej 1500 złotych posagu oraz wiana na połowie Prochów oraz Proszkowa. W 1598 Kasper sprzedał z zastrzeżeniem prawa wykupu na 3 lata Marcinowi Nagórskiemu swoje wsie Prochy oraz Proszkowo za 4500 złotych.
Wieś odnotowano również w historycznych rejestrach podatkowych. W 1510 w Prochach było 3,5 łana osiadłego, połowa łana opuszczonego, dwa młyny korzeczne o jednym kole wodnym oraz wiatrak, a także las, zarośla, 5 karczm wraz z kotłami, w których warzono lokalne piwo oraz 9 zagród. W 1530 miał miejsce pobór od 3 łanów. W 1563 pobrano podatki od 3 łanów, młynów korzecznych o dwóch kołach, 5 karczm, w których warzono piwo. W 1564 w Prochach odnotowano 3,5 łana. W 1580 odbył się pobór od 3 łanów, 9 zagrodników, 6 komorników, 3 rzemieślników, owczarza od 20 owiec oraz dwóch młynów korzecznych.
W 1725 wybudowano nowy kościół. Przed wiekami było to gniazdo rodowe Trachów Proskich. Pod koniec XVIII wieku Prochy były własnością Rozalii Kierskiej, a później Mielżyńskich.
Wskutek II rozbioru Polski w 1793 wieś przeszła pod władanie Prus i jak cała Wielkopolska znalazła się w zaborze pruskim. W okresie Wielkiego Księstwa Poznańskiego (1815-1848) miejscowość wzmiankowana jako Prochy należała do wsi większych w ówczesnym pruskim powiecie Kosten rejencji poznańskiej. Prochy należały do okręgu wielichowskiego tego powiatu i stanowiły (wraz ze wsią Pruszkowo Olendry) odrębny majątek, którego właścicielem był wówczas Piotr Radoński. Według spisu urzędowego z 1837 roku Prochy liczyły 233 mieszkańców, którzy zamieszkiwali 28 dymów (domostw).
W dniu 28 lipca 1850 roku w miejscowym kościółku odbył się ślub belwederczyka, Ludwika Orpiszewskiego z hr. Anną Plater-Zyberk, córką Michała Plater-Zyberka.
Pod koniec XIX wieku Prochy liczyły 14 domostw i 196 mieszkańców (katolicy i 12 protestantów). W miejscowości mieściła się cegielnia. Prochy należały do hrabiostwa Platerów.
W latach 1975–1998 miejscowość należała administracyjnie do województwa poznańskiego.

## Demografia
Liczba mieszkańców miejscowości w poszczególnych latach:
| Rok              | Ilość mieszkańców |
| ---------------- | ----------------- |
| 1837             | 233               |
| Koniec XIX wieku | 196               |
| 1998             | 189               |
| 2002             | 198               |
| 2009             | 201               |
| 2011             | 186               |
| 2021             | 178               |

## Zabytki
- kościół parafialny pw. św. Mikołaja, drewniany, zbudowany w II poł. XVIII wieku[4][5][11]
- późnobarokowy dwór, murowany, zbudowany pod koniec XVIII wieku[4][5][11]

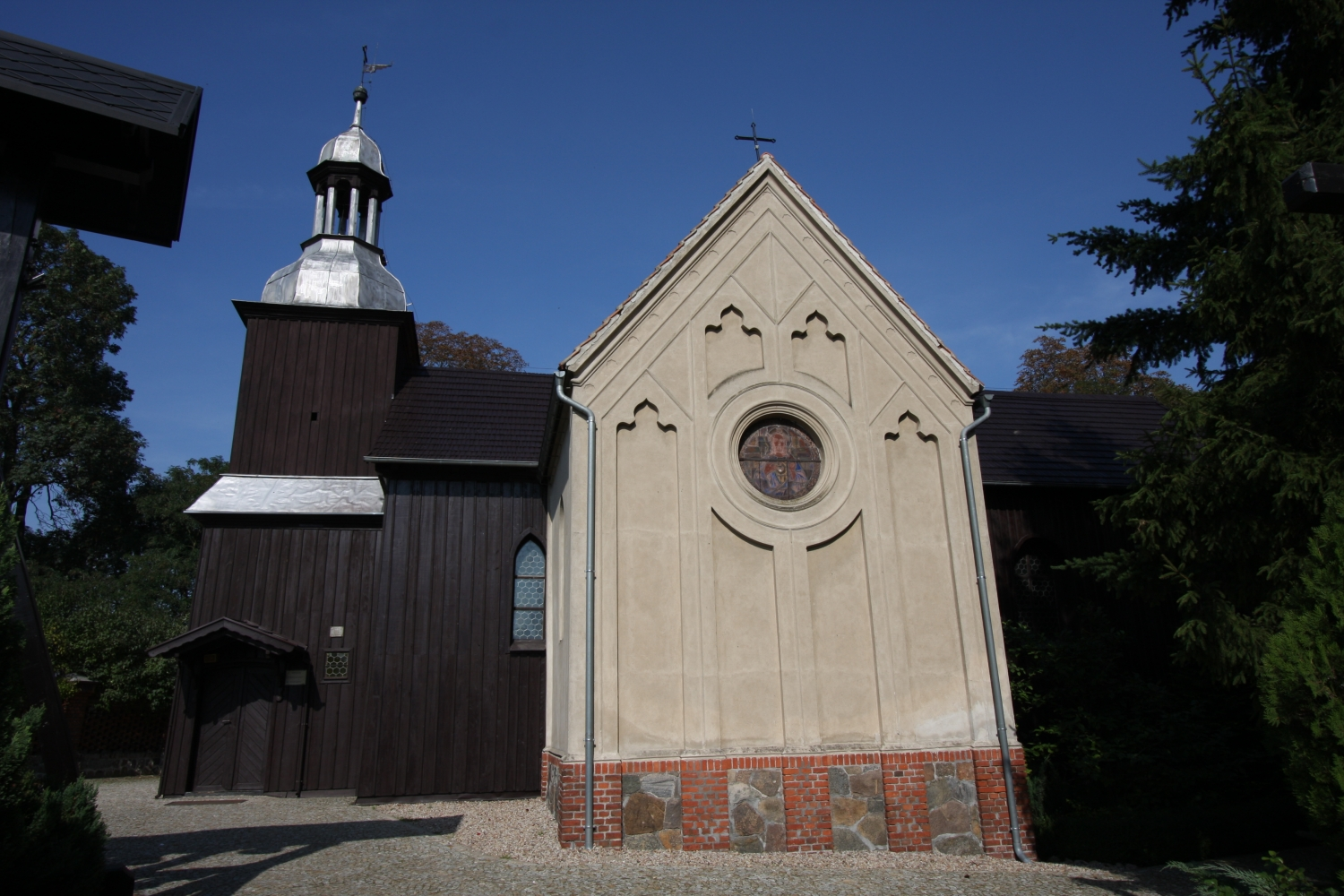
Kościół parafialny
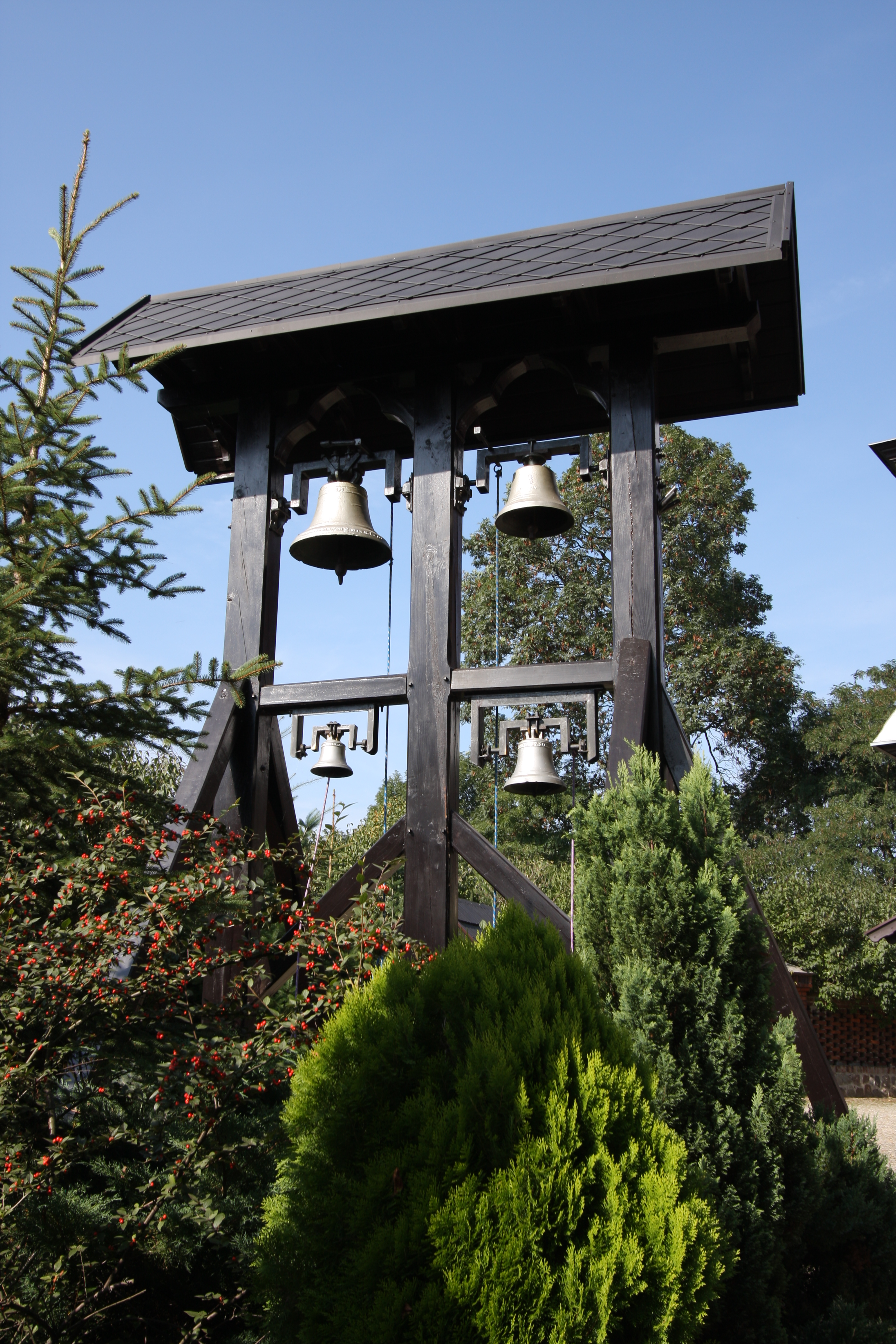
Dzwonnica przy kościele
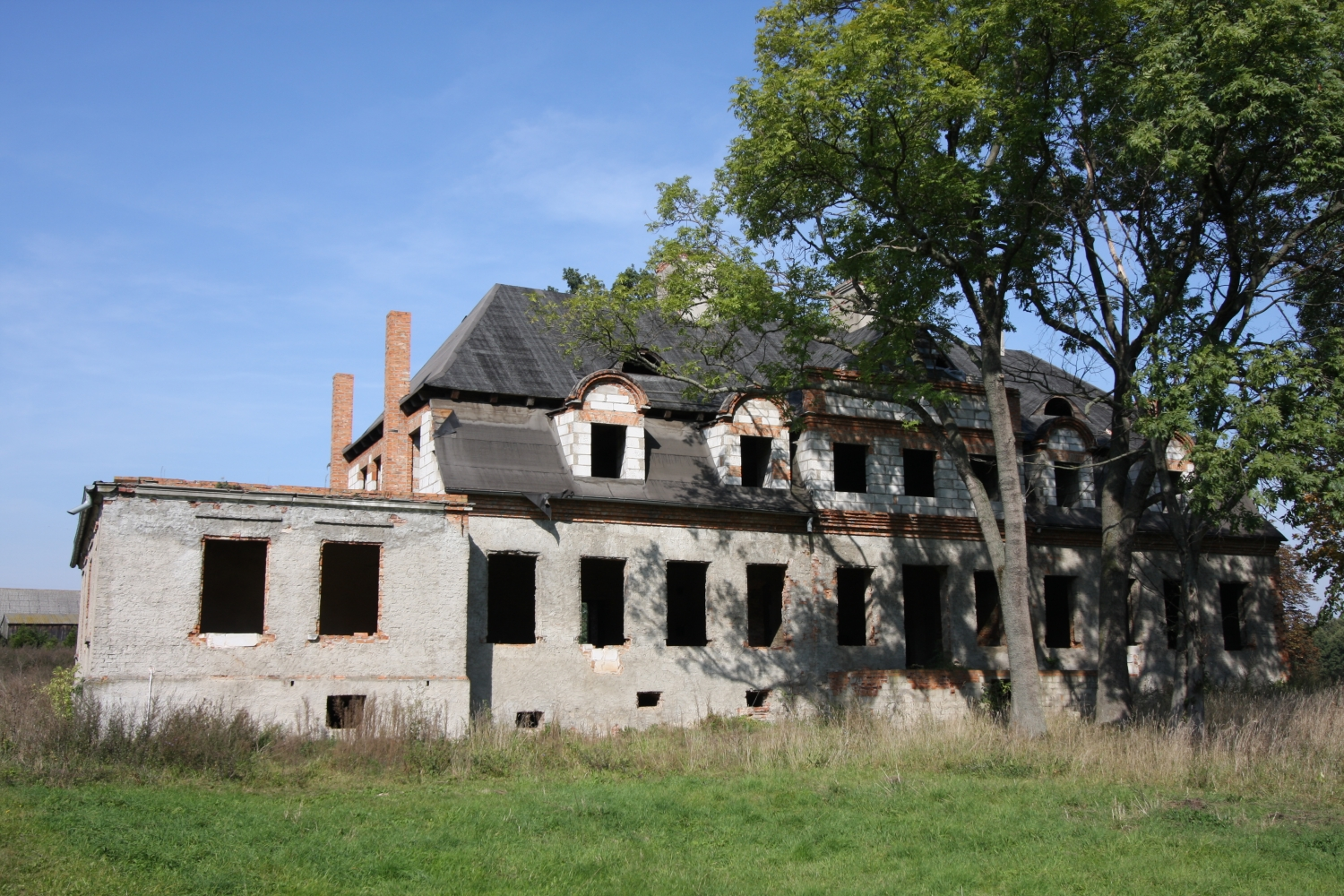
Dwór
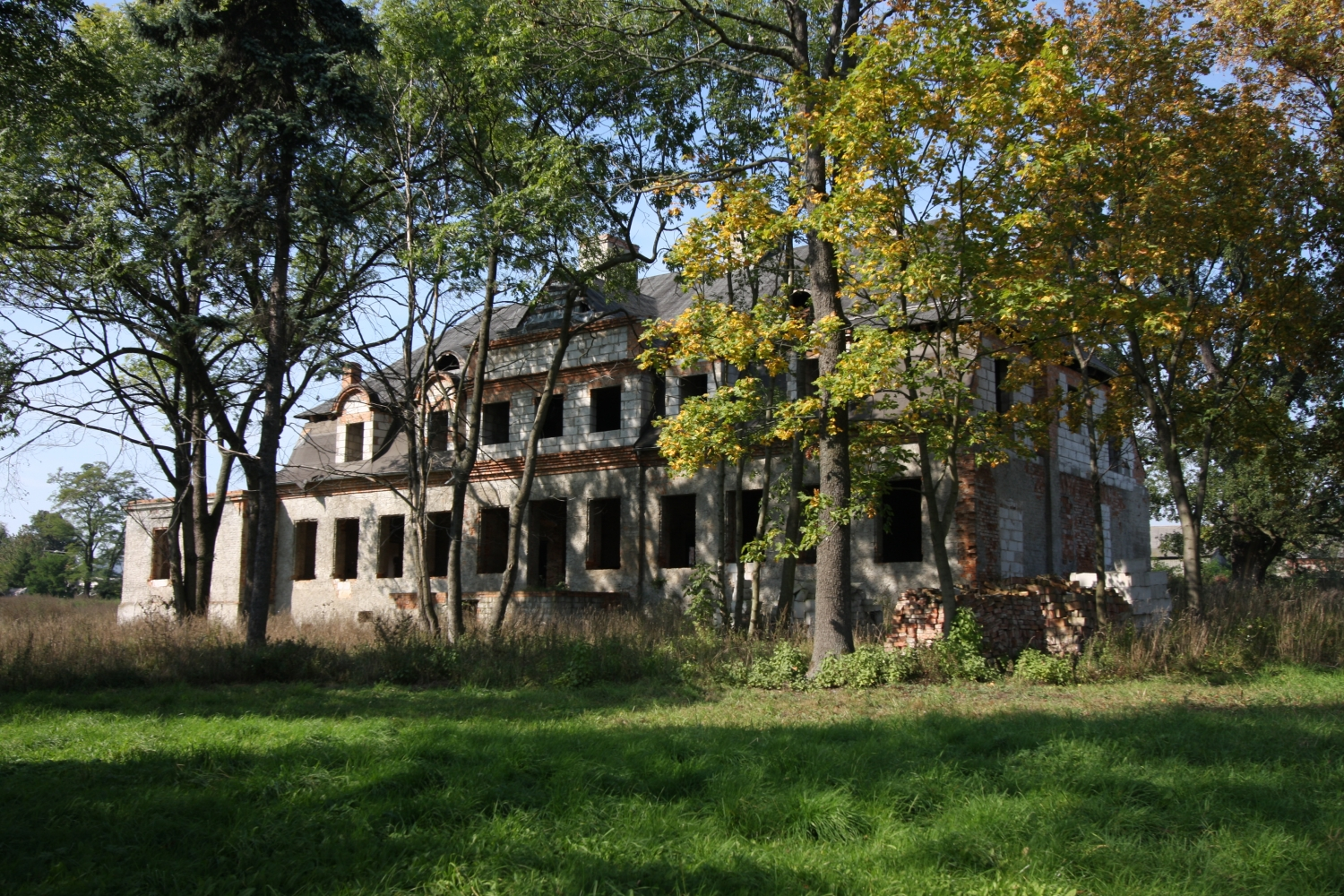
Dwór